# Буря мечей
«Буря мечей» (англ. A Storm of Swords) — роман в жанре эпического фэнтези за авторством американского писателя Джорджа Р. Р. Мартина, третья часть саги «Песнь Льда и Пламени». Впервые роман был опубликован в Великобритании 8 августа 2000 года. Книга, как и предыдущий роман серии «Битва королей», получила премию «Локус» в 2001 году и номинировалась на премии «Небьюла» и «Хьюго» . Этой книге предшествовала публикация повести  «Путь Дракона», которая состояла из глав из романа «Буря мечей» повествующих о Дейенерис Таргариен.
Роман был экранизирован в рамках третьего и четвёртого (из-за большого объёма книги) сезона телесериала «Игра престолов». Некоторые завершающие главы таких персонажей, как Дейенерис Таргариен Джон Сноу и Сэмвелл Тарли, были использованы в пятом сезоне телесериала «Игра престолов».
Книга переведена на множество языков, на русском языке публиковалась в издательстве АСТ.

## Особенности композиции
Повествование в романе ведётся от третьего лица с точки зрения разных персонажей, при этом не все сюжетные линии пересекаются между собой в традиционном понимании.
Персонажи, которым посвящены отдельные главы:
- Пролог: Четт, брат Ночного дозора.
- Сир Джейме Ланнистер, старший сын Тайвина Ланнистера, брат Тириона Ланнистера, пленник короля Севера в Риверране.
- Джон Сноу, бастард Эддарда Старка. Брат Ночного Дозора.
- Леди Кейтилин Старк, из дома Талли, жена лорда Эддарда Старка.
- Тирион Ланнистер, младший сын Тайвина Ланнистера, карлик, брат Сира Джейме Ланнистера.
- Санса Старк, старшая дочь Эддарда и Кейтилин Старк, в плену у короля Джоффри Баратеона в Королевской гавани.
- Арья Старк, младшая дочь Эддарда и Кейтилин Старк, пропавшая без вести и считающаяся погибшей.
- Бран Старк, сын Эддарда и Кейтилин Старк, принц Винтерфелла, наследник Севера, считающийся мертвым.
- Сэмвелл Тарли, сын лорда Тарли и его бывший наследник, брат Ночного Дозора.
- Сир Давос Сиворт, бывший контрабандист, рыцарь на службе короля Станниса Баратеона.
- Королева Дейенерис Таргариен, Бурерожденная, из династии Таргариенов
- Эпилог: Мерретт Фрей, девятый сын лорда Уолдера Фрея.

.

## Сюжет
Вестерос, в котором вдруг появилось так много королей, охвачен гражданской войной. Король Станнис Баратеон воюет с королём Джоффри, Джоффри — со Станнисом и королём Севера Роббом Старком, Робб Старк теснит вассалов Джоффри, Ланнистеров, пока в его тылу Мокрый Король Бейлон Грейджой захватывает северные земли, а   его сын Теон Грейджой — исконный удел Старков Винтерфелл. На крайнем севере Манс-разбойник провозгласил себя Королём за Стеной и собирается напасть на Вестерос во главе войска одичалых. На другом континенте за Узким Морем юная Мать драконов Дейенерис Таргариен собирает армию, готовясь отвоевать отцовский Железный трон, на котором сейчас сидит Джоффри... В этой буре мечей плохо приходится и обычным смертным: несчастье подстерегает их в любом месте, спокойных убежищ почти не осталось. Многие, потеряв родные очаги и близких уходят в Лесные братья.
Эта книга — кульминация войны и её завершение.
Сюжет описывает события около года с конца 299 по 300 после В. Э. (Высадки Эйегона, точки отсчёта Вестеросской хронологии)

## Награды и премии
Награды
- Локус / Locus Award, 2001 // Роман фэнтези
- Мраморный фавн, 2002 // Переводная книга (Россия)
- Геффен / Geffen Award, 2002 // Роман (Израиль)
- Игнотус / Ignotus Award, 2006 // Роман (Испания)

Номинации
- Небьюла / Nebula Award, 2001 // Роман
- Хьюго / Hugo Award, 2001 // Роман[12][13][14]